# アオハシコウ

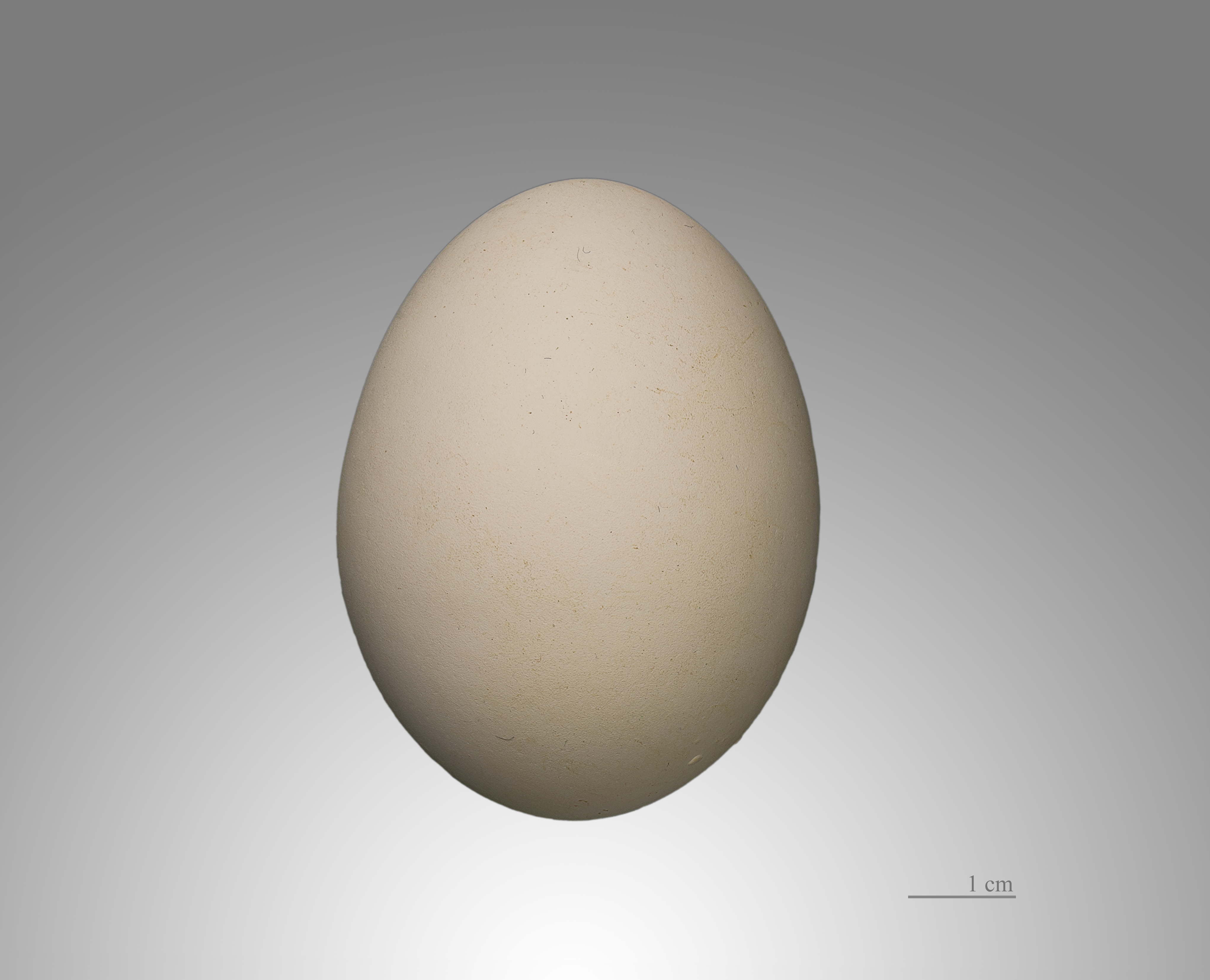
アオハシコウの卵

アオハシコウ（青端鸛、学名: Ciconia abdimii）とは、コウノトリ目コウノトリ科に分類される鳥類の一種である。

## 分布
- アフリカ大陸

## 形態
体長約76cm。コウノトリ科の中で最も小さな種である。

## 生態
耕地や草原に生息する。
主に昆虫類を捕食する。
大木の上や崖などに、小規模のコロニーを形成して繁殖する。稀に番いで繁殖することもある。また、人家の屋根に営巣した例もある。雄が巣材を集め雌が造巣し、1腹2-4個の卵を産む。抱卵期間は30-31日である。抱卵は雌雄共同で行う。雛は、50-60日で巣立ちする。